# NGC 4650A
NGC 4650A (również PGC 42951) – biegunowa galaktyka pierścieniowa typu S0-a, znajdująca się w gwiazdozbiorze Centaura. Galaktyka ta jest odległa od Ziemi o około 130 milionów lat świetlnych.
NGC 4650A jest zaledwie jedną ze stu odkrytych galaktyk, których pierścień jest ustawiony południkowo. Sposób w jaki powstała ta wyjątkowa struktura składająca się z dysku i poprzecznie ułożonego pierścienia nie został jeszcze do końca poznany. Jedną z możliwości wyjaśnienia tego układu jest założenie, że jest on skutkiem potężnego zderzenia dwóch galaktyk, które miało miejsce co najmniej miliard lat temu. Gwiazdy jednej z galaktyk przekształciły się w rotujący centralny dysk zawierający wiele starych czerwonawych gwiazd. Druga mniejsza galaktyka, która zbliżyła się zbyt blisko, by przetrwać kolizję została poważnie zdeformowana. Gaz i gwiazdy mniejszej galaktyki zostały wyrwane i przechwycone przez większą, formując nowy pierścień gazu, gwiazd i pyłu krążący wokół centralnej galaktyki w prawie prostopadłej płaszczyźnie. Ten biegunowo położony pierścień jest ustawiony prawie dokładnie brzegiem do nas.
Zdjęcia wykonane przez Kosmiczny Teleskop Hubble’a ujawniły, że koncentracja światła w centrum obiektu ma regularny wygląd. Wskazuje to na to, że jądro składa się ze starych gwiazd i zawiera niezwykle mało gazów i pyłów. Stało się tak zapewne na skutek uformowania poprzecznego pierścienia, a pierwotna galaktyka była typową galaktyką średniej wielkości. Ciemniejsze pasemka widoczne w środkowej części pierścienia to gęste chmury pyłów i gazów blokujące światło. Jaśniejsze niebieskawe bąble zewnętrznego pierścienia zawierające jasne, młode gwiazdy powstały na skutek kolizji galaktyk. Zewnętrzny pierścień jest pozbawiony ramion spiralnych i zdeformowany, dodatkowo nie leży w jednej płaszczyźnie. Ponieważ pierścień biegunowy rozciąga się znacznie poza obszar halo nowo utworzonej galaktyki, stwarza on wyjątkową okazję badań ciemnej materii, która otacza większość galaktycznych dysków. Ciemna materia oraz dysk galaktyczny przyciągają i utrzymują biegunowy pierścień, dając tym samym możliwość badania rozkładu ciemnej materii.
W galaktyce tej zaobserwowano supernową SN 1990I.